# Férfi 4 × 10 km-es sífutóváltó a 2022. évi téli olimpiai játékokon
A 2022. évi téli olimpiai játékokon a sífutás férfi 4 × 10 km-es váltó versenyszámát február 13-án rendezték. Az aranyérmet az Orosz Olimpiai Bizottság váltója nyerte. Magyar csapat nem vett részt a versenyen.

## Végeredmény
A verseny 15 órakor (magyar idő szerint 8 órakor) kezdődött. Az időeredmények másodpercben értendők.
| Helyezés | R  | Csapat | Idő                                           | Hátrány  |
| -------- | -- | --- | --------------------------------------------- | -------- |
| Arany    | 2  | Az Orosz Olimpiai Bizottság versenyzői (ROC) · Alekszej Cservotkin · Alekszandr Bolsunov · Gyenyisz Szpicov · Szergej Usztyjugov | 1:54:50,7 30:14,7 29:32,0 27:22,6 27:41,4     | –        |
| Ezüst    | 1  | Norvégia (NOR) · Emil Iversen · Pål Golberg · Hans Christer Holund · Johannes Høsflot Klæbo                                      | 1:55:57,9 30:49,1 29:57,1 27:08,0 28:03,7     | +1:07,2  |
| Bronz    | 3  | Franciaország (FRA) · Richard Jouve · Hugo Lapalus · Clément Parisse · Maurice Manificat                                         | 1:56:07,1 31:04,9 29:51,5 27:02,1 28:08,6     | +1:16,4  |
| 4.       | 4  | Svédország (SWE) · Oskar Svensson · William Poromaa · Jens Burman · Johan Häggström                                              | 1:57:00,4 31:16,0 29:30,4 27:08,3 29:05,7     | +2:09,7  |
| 5.       | 7  | Németország (GER) · Janosch Brugger · Friedrich Moch · Florian Notz · Lucas Bögl                                                 | 1:57:46,5 30:38,2 30:18,5 28:08,1 28:41,7     | +2:55,8  |
| 6.       | 6  | Finnország (FIN) · Ristomatti Hakola · Iivo Niskanen · Perttu Hyvärinen · Joni Mäki                                              | 1:59:28,6 32:02,2 28:53,9 29:08,8 29:23,7     | +4:37,9  |
| 7.       | 5  | Svájc (SUI) · Dario Cologna · Jonas Baumann · Candide Pralong · Roman Furger                                                     | 2:00:13,3 31:12,1 30:51,9 28:32,8 29:36,5     | +5:22,6  |
| 8.       | 14 | Olaszország (ITA) · Federico Pellegrino · Francesco De Fabiani · Giandomenico Salvadori · Davide Graz                            | 2:00:16,6 30:38,8 30:52,1 29:05,8 29:39,9     | +5:25,9  |
| 9.       | 8  | Egyesült Államok (USA) · Luke Jager · Scott Patterson · Gus Schumacher · Kevin Bolger                                            | 2:02:56,3 32:53,7 31:16,2 29:03,4 29:43,0     | +8:05,6  |
| 10.      | 9  | Japán (JPN) · Ryo Hirose · Hiroyuki Miyazawa · Naoto Baba · Haruki Yamashita                                                     | 2:03:01,5 31:13,0 32:49,4 28:50,1 30:09,0     | +8:10,8  |
| 11.      | 10 | Kanada (CAN) · Graham Ritchie · Antoine Cyr · Olivier Léveillé · Rémi Drolet                                                     | 2:04:01,1 32:57,3 31:51,6 29:05,0 30:07,2     | +9:10,4  |
| 12.      | 11 | Csehország (CZE) · Adam Fellner · Michal Novák · Petr Knop · Jan Pechoušek                                                       | 2:04:57,8 31:48,8 31:58,1 29:06,0 32:04,9     | +10:07,1 |
| 13.      | 13 | Kína (CHN) · Shang Jincai · Liu Rongsheng · Wang Qiang · Chen Degen                                                              | lekörözték 32:26,3 32:24,9 29:45,3 lekörözték | –        |
| 14.      | 15 | Szlovénia (SLO) · Miha Šimenc · Miha Ličef · Vili Črv · Janez Lampič                                                             | lekörözték 31:11,5 33:19,2 29:47,9 lekörözték | –        |
| 15.      | 12 | Észtország (EST) · Marko Kilp · Alvar Johannes Alev · Martin Himma · Henri Roos                                                  | lekörözték 34:09,6 31:52,3 lekörözték         | –        |